# Свинця
Свинця (хорв. Svinca) — населений пункт у Хорватії, в Сплітсько-Далматинській жупанії у складі громади Марина.

## Населення
Населення за даними перепису 2011 року становило 112 осіб.
Динаміка чисельності населення поселення:

## Клімат
Середня річна температура становить 15,12 °C, середня максимальна – 28,37 °C, а середня мінімальна – 2,47 °C. Середня річна кількість опадів – 712 мм.
| Клімат поселення                              | Клімат поселення | Клімат поселення | Клімат поселення | Клімат поселення | Клімат поселення | Клімат поселення | Клімат поселення | Клімат поселення | Клімат поселення | Клімат поселення | Клімат поселення | Клімат поселення | Клімат поселення |
| Показник                                      | Січ.             | Лют.             | Бер.             | Квіт.            | Трав.            | Черв.            | Лип.             | Серп.            | Вер.             | Жовт.            | Лист.            | Груд.            |                  |
| Середній максимум, °C                         | 10,87            | 11,24            | 13,93            | 17,27            | 22,36            | 26,28            | 28,37            | 28,23            | 23,98            | 19,57            | 14,18            | 11,00            |                  |
| Середня температура, °C                       | 6,68             | 7,03             | 9,74             | 13,07            | 18,16            | 22,09            | 24,92            | 24,78            | 20,54            | 16,13            | 10,74            | 7,55             |                  |
| Середній мінімум, °C                          | 2,47             | 2,83             | 5,52             | 8,87             | 13,95            | 17,88            | 21,46            | 21,32            | 17,09            | 12,68            | 7,30             | 4,10             |                  |
| Норма опадів, мм                              | 65               | 55               | 61               | 61               | 49               | 45               | 26               | 41               | 66               | 76               | 90               | 77               |                  |
| Середньомісячна швидкість вітру, м/с          | 3.21             | 3.38             | 3.47             | 3.28             | 2.88             | 2.62             | 2.64             | 2.52             | 2.82             | 2.97             | 3.60             | 3.50             |                  |
| Середньомісячна сонячна радіація, кДж/м²·день | 5535             | 8234             | 11990            | 16675            | 20646            | 23331            | 24844            | 21720            | 16172            | 10478            | 5952             | 4672             |                  |
| --------------------------------------------- | ---------------- | ---------------- | ---------------- | ---------------- | ---------------- | ---------------- | ---------------- | ---------------- | ---------------- | ---------------- | ---------------- | ---------------- | ---------------- |
| Джерело:                                      |                  |                  |                  |                  |                  |                  |                  |                  |                  |                  |                  |                  |                  |